# Категорія добутку
Категорія добутку — категорія, що отримується з початкових категорій за допомогою їх добутку — операції, що узагальнює поняття декартового добутку множин.

## Визначення
Категорію добутку C × D визначають так:
- об'єкти:
пари об'єктів (A, B), де A — об'єкт C і B — об'єкт D;
- морфізми з (A1, B1) в (A2, B2):
пари морфізмів (f, g), де f : A1 → A2 — морфізм у C і g : B1 → B2 — в D;
- правила композицій морфізмів:
(f2, g2) o (f1, g1) = (f2 o f1, g2 o g1);
- тотожні морфізми:
1(A, B) = (1A, 1B).

Як і для множин, визначення тривіально узагальнюється на добуток n категорій. Операція добутку комутативна та асоціативна, з точністю до ізоморфізму.

## Зв'язок з іншими категоріями
Функтор, область визначення якого — категорія добутку, називають біфунктором. Один з найважливіших функторів такого типу — функтор Hom.